# Pettyes farkassügér
A pettyes farkassügér (Dicentrarchus punctatus) a sugarasúszójú halak (Actinopterygii) osztályának sügéralakúak (Perciformes) rendjébe, ezen belül a Moronidae családjába tartozó faj.

## Előfordulása
A pettyes farkassügér elterjedési területe az Atlanti-óceán keleti és a Földközi-tenger nyugati fele.

## Megjelenése
A hal testhossza 25-30 centiméter, legfeljebb 70 centiméter. 57-68 apró, fésűs pikkelye van egy hosszanti sorban. A szemek között is fésűs pikkelyek ülnek. A kopoltyúfedő felső szegélyén 2 erős tüske van. A kopoltyúfedő elülső felének hátulsó szegélye fogazott. Az ekecsonton ülő fogak T alakúak. A hátúszóján 9-10 tüske és 12-14 sugár van, míg a farok alatti úszóján 3 tüske és 10-12 sugár látható.

## Életmódja
Többnyire kis csapatokba verődik. Nyáron a partközeli részekhez, télen pedig a mélységbe húzódik. Tápláléka apró rákok, puhatestűek, tintahalak és halivadék.

## Szaporodása
Május-augusztusban ívik. Egyaránt ívik édes-, brakk- és sósvízben is.

## Rokon faj
A pettyes farkassügér legközelebbi rokona és a Dicentrarchus halnem másik faja a farkassügér (Dicentrarchus labrax).